# Joaquín Carbonell Martí
Joaquín Carbonell Martí   (Alloza, 12 d'agost de 1947 - Hospital Clínico Universitario Lozano Blesa, 12 de setembre de 2020) fou un cantautor, narrador, poeta i periodista.

## Biografia
Joaquín Carbonell va néixer a Alloza (Terol), fill d'un mestre republicà. Va estudiar intern en els Salesians de Sarrià (Barcelona). Amb 15 anys, va abandonar els estudis i va entrar a treballar de grum a l'hotel Subur de Sitges. Va continuar amb la seva dedicació a l'hostaleria en localitats de la costa catalana, com a sommelier i cambrer, encara que a l'hivern treballava en el molí d'oli de la seva família a Alloza.
Va decidir reprendre els estudis a l'Institut Nacional de Batxillerat Ibáñez Martín de Terol (1967-1969), on van ser professors seus José Antonio Labordeta, Eloy Fernández i José Sanchis Sinisterra. En el Lluita (actualment Diario de Teruel), va publicar una pàgina periòdica dedicada a la música pop. A l'institut va guanyar el primer premi de la cançó, sense amb prou feines saber tocar la guitarra, amb “Crying in the Chapel” d'Elvis Presley, en versió espanyola de Francisco Hereu.
A Terol, va continuar la seva educació i participació en totes les activitats que s'hi desenvolupaven, amb companys com Federico Jiménez Losantos, entre d'altres. Allí es considera que va néixer, sota el guiatge de Labordeta, el moviment de la nova cançó aragonesa, que inclou membres com ara La Bullonera, Tomás Bsco o el mateix Joaquín Carbonell, que per aquell temps ja començava a compondre.
Va gravar més d'una desena de discos com a cantautor, dos dels quals dedicats a la figura del cantautor francés Georges Brassens. Carbonell va dirigir i va presentar, a més, diversos programes de televisió de TVE a Aragó. Posteriorment, es va iniciar com a poeta i narrador, a més de col·laborar diàriament en El Periódico de Aragón, en què escriu una secció d'entrevistes i la crítica televisiva sota el títol “Antena paranoica”. Com a músic, ha creat cançons relacionades amb el club de futbol Reial Saragossa, com ara "Corazón de León", "Zaragol" o l'himne oficial del setanta-cinquè aniversari.
Carbonell actuava sovint en el Festival Barnasants de Barcelona i en ciutats de França com ara Pau, Tolosa de Llenguadoc, Saint Jory o París. Va viatjar en tres ocasions a Argentina per actuar en nombroses sales de concerts de ciutats com Buenos Aires, Rosario, La Plata i Montevideo (Uruguai), a Xile i Costa Rica.
El 29 de setembre de 2014, participa en el concert col·lectiu a Saragossa en homenatge a José Labordeta. Carbonell edita també en la tardor de 2014 un doble disc recopilatori amb el títol 1 vida & 19 canciones. El 2017 publica un nou disc amb cançons inèdites amb el títol El carbón y la rosa.

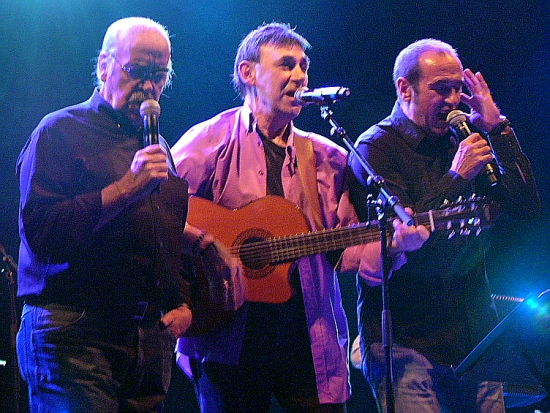
Joaquín Carbonell en escena al costat de José Antonio Labordeta i Eduardo Paz

## Obra discogràfica
- El carbón y la rosa (2017)
- 1 vida & 19 canciones (2014), doble cd recopilatori.
- Una tarde con Labordeta (2013), junto a Eduardo Paz, gravat en directe a Terol.
- Vayatrés! (2009), amb José Antonio Labordeta i La Bullonera.
- Clásica y moderna (2008)
- Cantautores en directo. El concierto! (2007)
- La tos del trompetista (2005)
- Sin móvil ni coartada (2003)
- Homenage a trois (2000)
- Tabaco y cariño (1998)
- Carbonell canta a Brassens (1996), amb Joaquín Sabina i Quico Pi de la Serra.
- Sin ir más lejos (1979)
- Semillas (1978)
- Dejen pasar (1977)
- Con la ayuda de todos (1976)

## Obra literària[2]
- Misas separadas (poemes, 1987)
- Apaga y vámonos (la televisión: guía de supervivencia, 1992)
- Laderas del ternero (poemes, 1994)
- La mejor tarde de Goyo Letrinas (novel·la, 1995)
- Las estrellas no beben agua del grifo (novel·la, 2000)
- Hola, soy Ángela y tengo un problema
- El Pastor de Andorra, 90 años de Jota (biografia de José Iranzo, 2005)
- Proyecto de Estatuto de Aragón plan B) amb Roberto Miranda
- Gran Encicopledia de Aragón Preta (amb R. Miranda)
- Aragón a la brasa (amb R. Miranda)
- Pongamos que hablo de Joaquín (Una mirada personal sobre Joaquín Sabina, 2011)
- Querido Labordeta (assaig sobre José Antonio Labordeta, 2012)

## Documentals
- José Iranzo, el Pastor de Andorra (2007)
- Labordeta, con la voz a cuestas (2009)